# Cantó de Basse-Terre-2
El cantó de Basse-Terre-2 és una divisió administrativa francesa situat al departament de Guadalupe a la regió de Guadalupe.

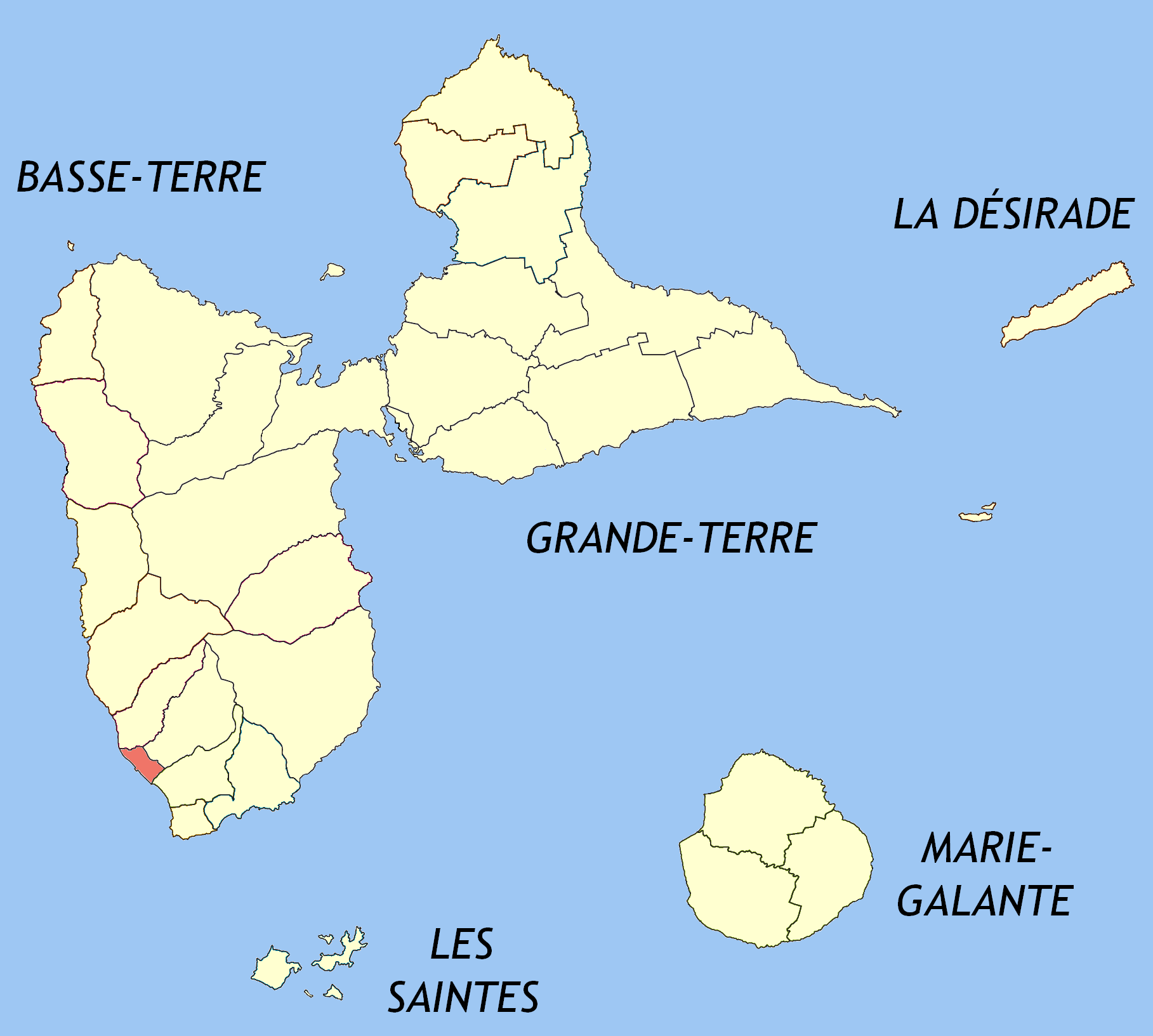
Situació del Cantó

## Composició
El cantó comprèn una fracció de la comuna de Basse-Terre.

## Administració
| Període                                  | Identitat   | Partit        | Qualitat |
| ---------------------------------------- | ----------- | ------------- | -------- |
| 1988-2008                                | Ary Foy     | Divers gauche |          |
| 2008-2014                                | Guy Georges | Divers droite |          |
| Les dades anteriors no són pas conegudes |             |               |          |